# Tygrys azjatycki
Tygrys azjatycki, tygrys (Panthera tigris) – gatunek dużego, drapieżnego ssaka łożyskowego z podrodziny panter (Pantherinae) w rodzinie kotowatych (Felidae), największego ze współczesnych pięciu gatunków dzikich kotów z rodzaju Panthera, jeden z największych drapieżników lądowych (wielkością ustępuje jedynie niektórym niedźwiedziom). Dorosłe samce osiągają ponad 300 kg masy ciała przy ponad 3 m całkowitej długości. Rekordowa masa ciała samca, z podgatunku tygrysa syberyjskiego, wynosi 423 kg. Dobrze skacze, bardzo dobrze pływa, poluje zwykle samotnie. Dawniej liczny w całej Azji, zawsze budzący grozę, stał się obiektem polowań dla sportu, pieniędzy lub prewencyjnej obrony (ludzi i zwierząt hodowlanych). Wytępiony w wielu regionach, zagrożony wyginięciem, został objęty programami ochrony. Największa dzika populacja żyje w Indiach (gdzie w niektórych regionach tygrysy są uważane za zwierzęta święte).
Słowo „tygrys” pochodzi od greckiego wyrazu tigris, które z kolei ma najprawdopodobniej irańskie korzenie.
Został opisany przez Linneusza w 10. edycji Systema Naturae (1758) jako Felis tigris. W 1858 roku rosyjski przyrodnik Nikołaj Siewiercow opisał tego dzikiego kota pod nazwą Tigris striatus. W 1929 Pocock zaliczył go do rodzaju Panthera.
Obecnie większość zoologów zgadza się z przynależnością tygrysa do tego właśnie rodzaju. Dokładniej przeprowadzone badania anatomiczne wykazały jednak, że tygrys może być blisko spokrewniony z panterą mglistą. Przynależność rodzajowa tego kota jest więc niepewna. Obecnie prowadzone są szczegółowe badania anatomiczne, genetyczne oraz molekularne, których celem jest ustalenie relacji pokrewieństwa między przedstawicielami Pantheriinae.

## Pochodzenie tygrysa
Filogeneza tygrysów nie została jednoznacznie wyjaśniona. Współczesna wiedza o pochodzeniu tych drapieżników opiera się na niewielkiej ilości materiału kopalnego. Wszystkie żyjące współcześnie duże koty zaliczane są do podrodziny Pantheriinae. Najstarszym znanym gatunkiem o możliwym dużym stopniu pokrewieństwa jest znaleziony w północnych Chinach i na Jawie wczesnoplejstoceńska, mniejsza od tygrysa Panthera palaeosinensis. Najprawdopodobniejszym prekursorem linii kotowatych, z której powstał Panthera tigris, jest wymarła przed kilkoma milionami lat Panthera schreuderi. Nie ma jednak pewności, gdyż jego skamieniałości nie wskazują jednoznacznie na pokrewieństwo ze znanym współcześnie tygrysem.
Kilka milionów lat temu niemal w całej Azji dominował P. t. acutidens, od którego pochodzi tygrys chiński (Panthera tigris amoyensis). Jedna z teorii zakłada, że wszystkie tygrysy, które zasiedlają tereny inne, niż Indonezja, wywodzą się właśnie od tego podgatunku. Około 1,2 miliona lat temu w Indonezji pojawił się Panthera tigris trinilensis (tygrys z Trinil) odkryty na stanowisku archeologicznym Trinil na Jawie. Według większości zoologów jest on przodkiem wszystkich znanych indonezyjskich podgatunków tygrysa i nie wywodzi się od wcześniejszego P. t. acutidens.
Skamieliny tygrysów znajdowano również na Borneo, we wschodniej Beringii i na Sachalinie. W Indiach i północnej Azji tygrys pojawił się pod koniec plejstocenu.

## Zasięg występowania i siedlisko
Dawniej był szeroko rozprzestrzeniony w Azji – od wschodniej Turcji i Morza Kaspijskiego po wschodnią Rosję (do Morza Ochockiego) i Mandżurię. Południowa granica zasięgu ciągnęła się od północnego Iranu po Półwysep Malajski, Jawę i Bali.
Obecnie występuje w południowej i wschodniej Azji, a właściwie w małych, izolowanych populacjach na obszarze między Indiami a Wietnamem i Tajlandią oraz w Chinach, na wschodzie Rosji i na Sumatrze. Na przestrzeni ostatnich 100 lat utracił około 93% z dawnego zasięgu.
Zajmuje różnorodne siedliska – od wiecznie zielonych tropikalnych lasów deszczowych, przez namorzyny i południowe zbocza Himalajów po zaśnieżoną tajgę syberyjską. Preferuje tereny z dostępem do wody, gęsto porośnięte wysoką roślinnością, zasobne w duże ssaki kopytne.

## Budowa

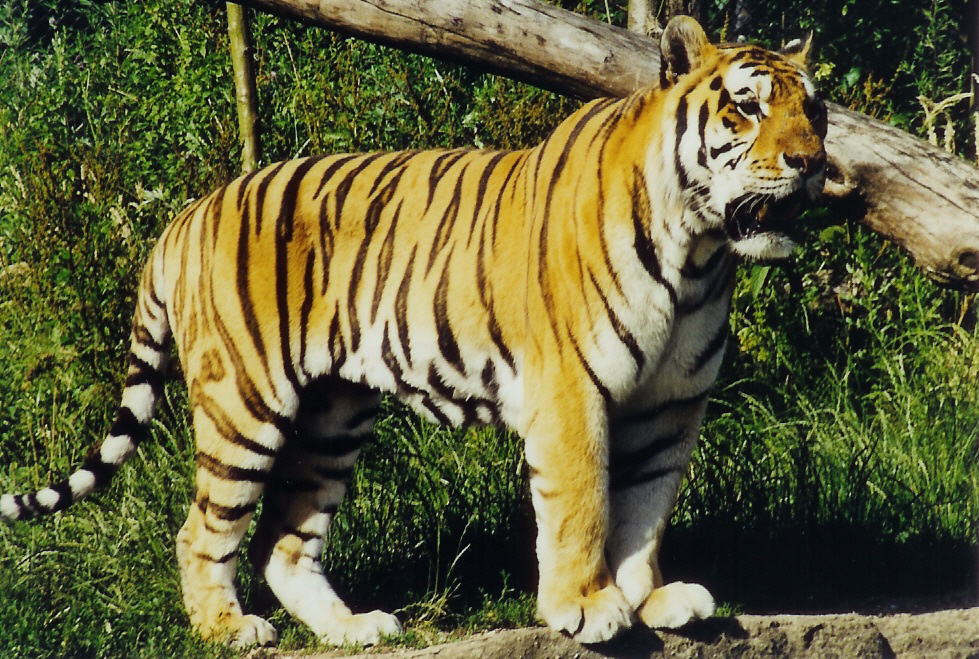
Sylwetka

Tygrys jest najpotężniejszym przedstawicielem rodziny kotowatych i jednym z największych drapieżników lądowych. Osiągana przez dorosłe samce masa – w zależności od podgatunku – może przekraczać 300 kg przy całkowitej długości ciała ponad 3 m. Nieco większe od niego były wymarłe smilodony i lwy jaskiniowe, a współcześnie jedynie legrysy, pochodzące ze skrzyżowania tygrysicy z lwem, osiągają większe rozmiary. Rozmiary tygrysów zmieniają się w zależności od wysokości zajmowanych terenów, najmniejsze żyją w terenach niżej położonych.

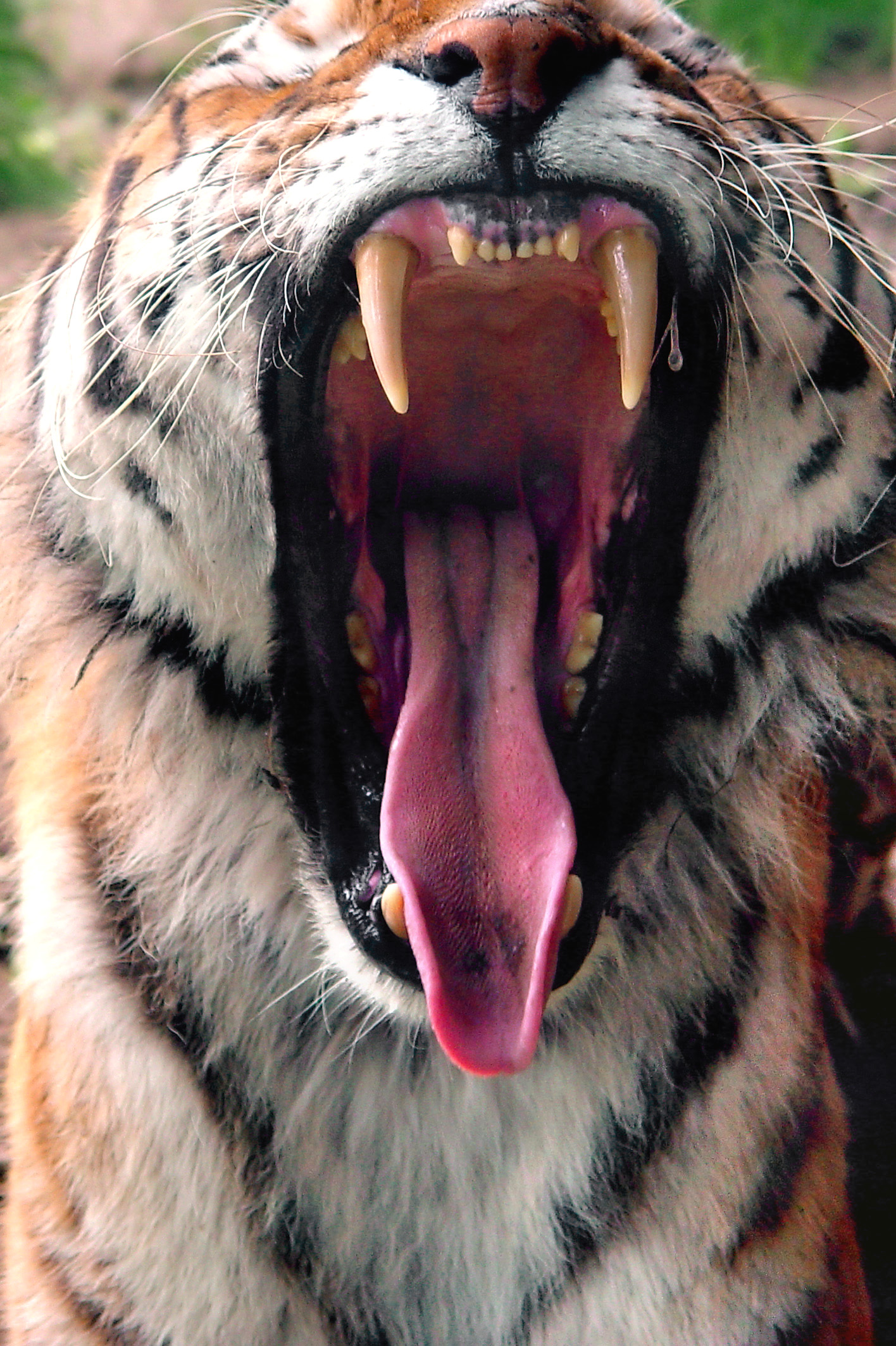
Paszcza

Największym podgatunkiem jest tygrys syberyjski – notowana rekordowa masa samca wynosi 384 kg, a najmniejszym tygrys sumatrzański. Mniejszy od niego tygrys balijski został wytępiony przez człowieka w 1937. Był przeciętnie dwukrotnie mniejszy od swojego syberyjskiego krewniaka.
Masywne ciało o silnej budowie z krótkimi, bardzo muskularnymi nogami zakończone jest długim ogonem ułatwiającym utrzymanie równowagi. Tygrysy mają bardzo dobrze rozwiniętą tę zdolność. Jak u wszystkich kotów przednie łapy mają pięć, a tylne cztery palce. Wszystkie palce zakończone są ostrymi pazurami o sierpowatym kształcie. Odpowiednia budowa ostatniego paliczka oraz obecność mięśni poruszających ten paliczek powodują, że pazury mogą być cofane. Umiejętność chowania pazurów umożliwia tygrysowi bardzo ciche stąpanie przy podkradaniu się do ofiary, a ich wysunięcie ułatwia przytrzymywanie i rozrywanie zdobyczy. Wysunięte pazury tygrysa stanowią bardzo groźną broń. Służą również do czyszczenia futra, zachowywania równowagi przy pokonywaniu nierównych przeszkód oraz zaznaczania terytorium poprzez rysowanie śladów na ziemi i korze drzew.

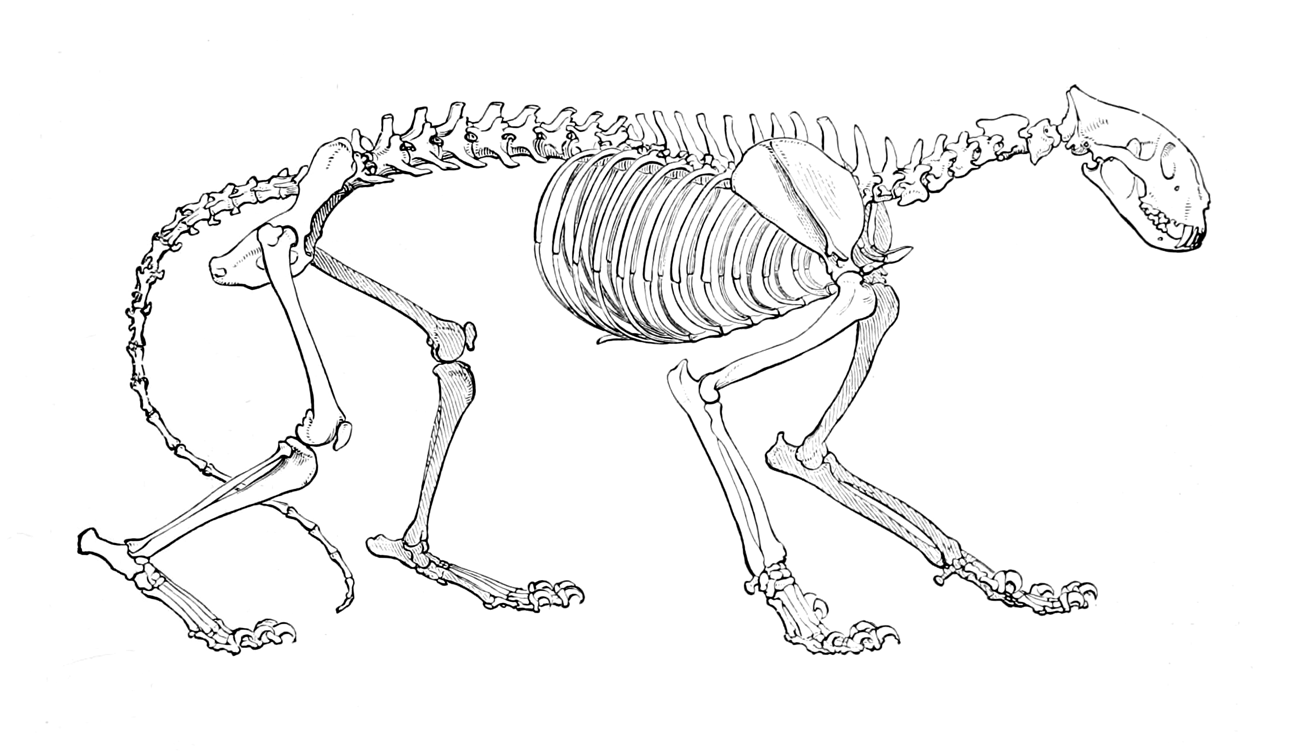
Szkielet

Nieco dłuższe tylne łapy są przystosowane do skakania. Tygrys jest drugim po pumie rekordzistą w skoku wzwyż – potrafi wskoczyć na wysokość 5 m – i drugim po lwie w skoku w dal – jednym skokiem pokonuje odległość 8–9 m. Na wysokość 2 m wskakuje trzymając zdobycz ważącą 50 kg. Jednym uderzeniem łapy jest w stanie zabić zwierzę wielkości dużego psa, a nawet człowieka.
Kolejnym elementem przystosowania do drapieżnego trybu życia jest budowa szczęki tygrysa – uzębienie tnąco-kruszące z silnie rozwiniętymi kłami i łamaczami. W szczęce osadzonych jest 30 zębów. Długie do ok. 75 mm kły służą do zabijania ofiary i rozrywania mięsa.

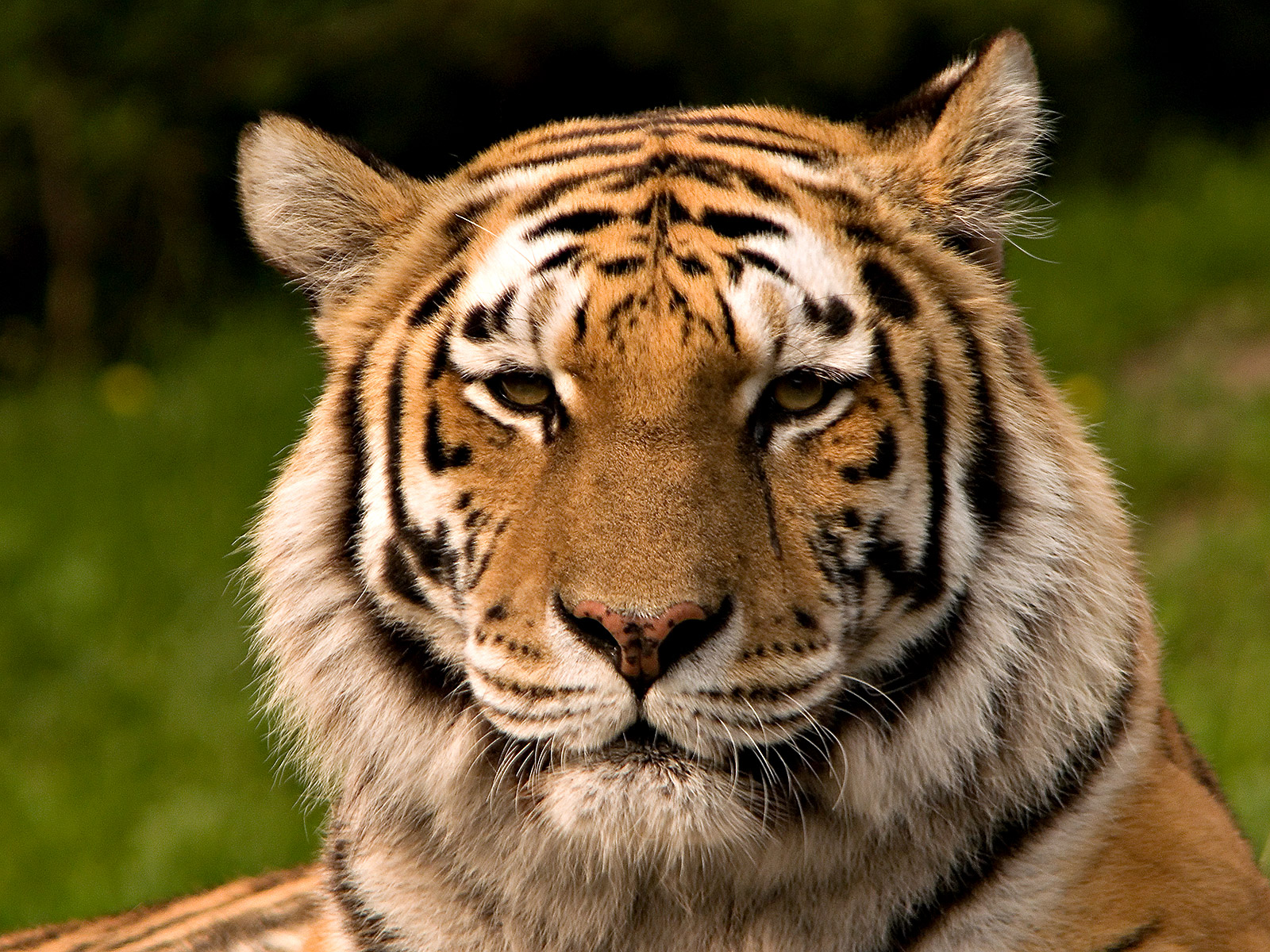
Głowa

Najlepiej rozwiniętym zmysłem tygrysów jest słuch. Wychwytują dźwięki o częstotliwości od 200 Hz do 100 kHz, pięciokrotnie wyższe niż słyszane przez człowieka (do 20 kHz). Prawdopodobnie tygrysy potrafią rozpoznać gatunki zwierząt po wydawanych przez nie odgłosach, co wyjaśniałoby dużą precyzję w odnajdywaniu ulubionych gatunków.
Zmysł węchu u tygrysa nie należy do wysoko rozwiniętych. Jest zdecydowanie słabszy niż u psów. Do rozpoznawania zapachów wykorzystywany jest pomocniczo narząd Jacobsona. Podobnie do lwów, aby ułatwić dopływ powietrza do receptorów węchowych, tygrysy otwierają pysk i wysuwają język w charakterystycznym grymasie.
Jak wszystkie wielkie koty z rodzaju Panthera, tygrys potrafi ryczeć. Głos ryczącego króla dżungli słyszany jest z odległości 3 km. Tygrys potrafi też pływać, a płynąc może zabić ściganą ofiarę. Bardzo dobrze czuje się w wodzie, potrafi przepłynąć rzekę o szerokości 6–8 km, a z nurtem rzeki 29 km.
W oku tygrysa występują dwa typy czopków. Tygrysy mają okrągłe źrenice i żółte tęczówki. W nocy światło odbite od oczu tygrysa przybiera kolor od czerwonożółtego do niebieskozielonego – w zależności od źródła światła i kąta jego padania. Na zdjęciach robionych w świetle lampy błyskowej powstaje tzw. efekt czerwonych oczu. Tygrysy, jak wszystkie koty, mają oko osłonięte przesłoną migawkową, tzw. trzecią powieką.
| Podstawowe dane (samce są większe od samic)                            | Podstawowe dane (samce są większe od samic)                 |
| ---------------------------------------------------------------------- | ----------------------------------------------------------- |
| (dane liczbowe uśrednione z uwzględnieniem poszczególnych podgatunków) |                                                             |
| Długość całkowita                                                      | 172–330 cm                                                  |
| Długość (bez ogona)                                                    | 119–290 cm                                                  |
| Długość ogona                                                          | 53–116 cm                                                   |
| Wysokość                                                               | 80–115 cm                                                   |
| Masa ciała                                                             | 91–423 kg (samce); 65–160 kg (samice)                       |
| Liczba chromosomów                                                     | 2n=38                                                       |
| Pożywienie                                                             | duże i małe kręgowce – od młodych słoni po małpy i gryzonie |
| Ciąża                                                                  | 96–111 dni                                                  |

### Umaszczenie

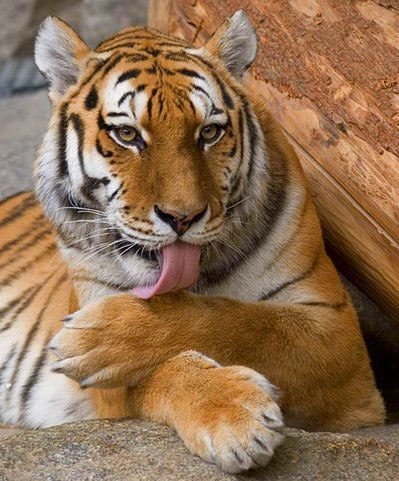
Szorstki, przypominający w dotyku papier ścierny język przydaje się przy czyszczeniu futra.

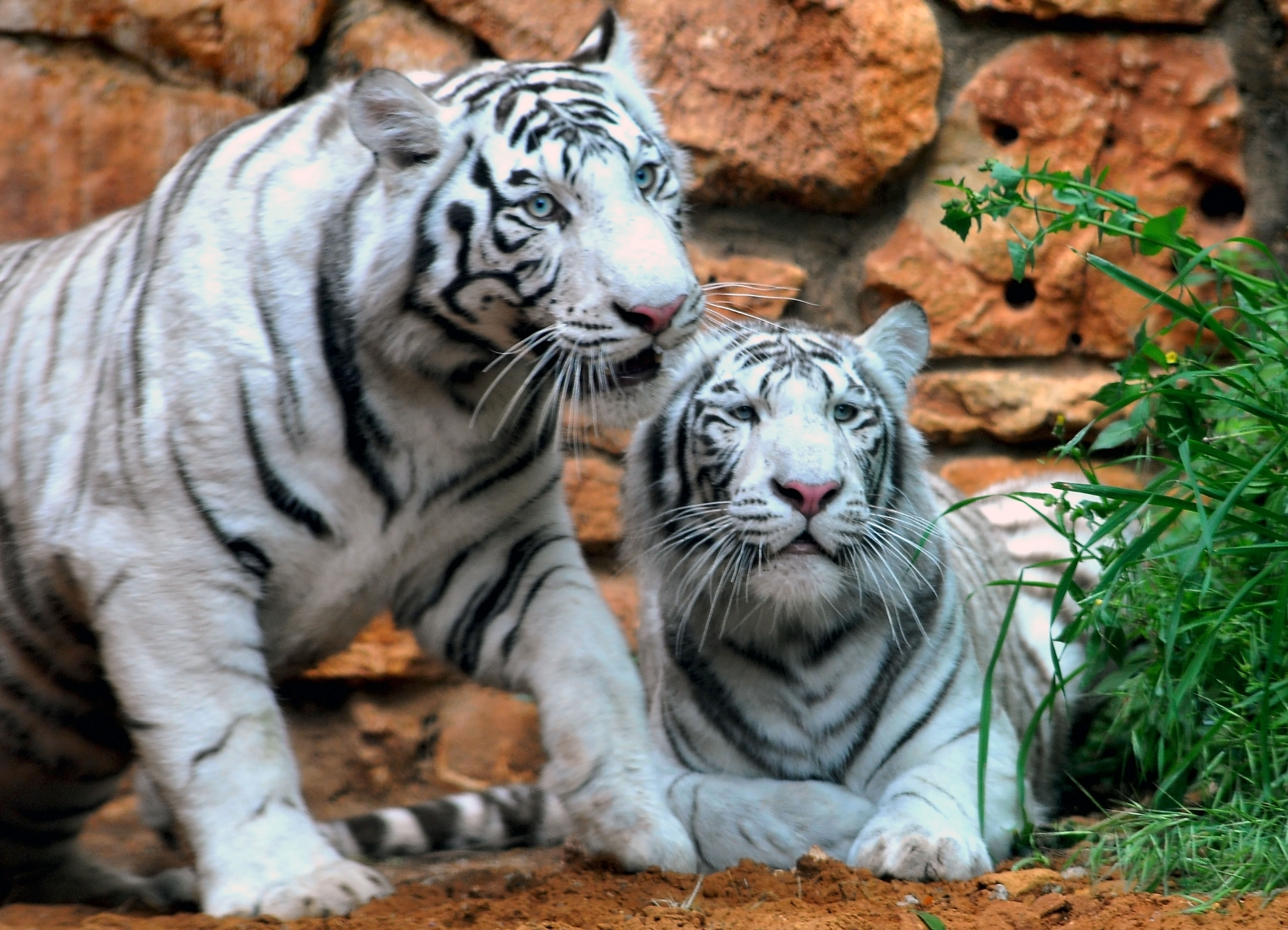
Białe tygrysy w Haifa Educational ZOO

Jest uzależnione od podgatunku i pory roku, od żółtawego do czerwonopomarańczowego z czarnymi, wyrazistymi pręgami. Boki głowy i strona brzuszna są białe. Kształt i rozmieszczenie pręg są zależne od podgatunku, a szczegółowy układ – unikalny dla każdego osobnika – może stanowić podstawę do identyfikacji. Podgatunki północne mają generalnie jaśniejsze futro.
Owłosienie tygrysów pełni funkcję zmysłu dotyku. Wibryssy występują na brwiach, policzkach i – najdłuższe, mierzące do 15 cm – na górnej wardze po obydwu stronach pyska. Włosy czuciowe rozłożone są nierównomiernie na całej skórze zwierzęcia. U podgatunków południowych przeciętna długość włosów waha się od 7–20 mm na grzbiecie do 15–35 mm na brzuchu. Gęstość futra jest zależna od czynników geograficznych i pory roku.

#### Białe tygrysy
Jest to jeden z wielu wariantów umaszczenia Panthera tigris, głównie podgatunku nominatywnego. Jego cechami charakterystycznymi są: białe umaszczenie sierści, ciemnobrązowe lub o barwie serpii pasy, niebieskie oczy, różowy nos oraz różowe poduszki łap. Nie są to osobniki albinotyczne. W antycznej indyjskiej literaturze odniesienia do białych tygrysów nie występowały. Były one jednak obecne w chińskich wierzeniach i przedstawiano je w figurach, stąd najpewniej były znane Chińczykom już w czasach antycznych. W Indiach donoszono o ich obserwacjach dopiero w XIX wieku.
Rzadziej białe osobniki występują u tygrysa amurskiego (Panthera tigris altaica). Wszystkie białe tygrysy trzymane w ogrodach zoologicznych pochodzą od jednego ojca o imieniu Mohan, którego schwytano w 1851 roku. Był jednym z czterech kociąt zwyczajnie umaszczonej tygrysicy. Trójkę młodych i matkę zabito, zaś Mohana schwytano do niewoli. Gen warunkujący biały kolor sierści jest dziedziczony autosomalnie recesywnie. Tygrysy te mają stosunkowo więcej problemów zdrowotnych, niż umaszczone normalnie; dotykają ich m.in. rozszczep wargi i podniebienia, zez oraz skolioza. Jest to wynik chowu wsobnego, który stosowany jest ze względu na parcie na uzyskanie białych tygrysów, popularnych w ogrodach zoologicznych. Gen warunkujący białą sierść występuje naturalnie jedynie u 1 na 10 tys. osobników.

#### Czarne tygrysy
Choć pojawiały się doniesienia o czarnych tygrysach, nie pozyskano nigdy żadnego okazu czy choćby skóry. Zachowały się jedynie doniesienia o upolowanych egzemplarzach. Te nietypowo umaszczone osobniki wzbudziły zainteresowanie kryptozoologów.

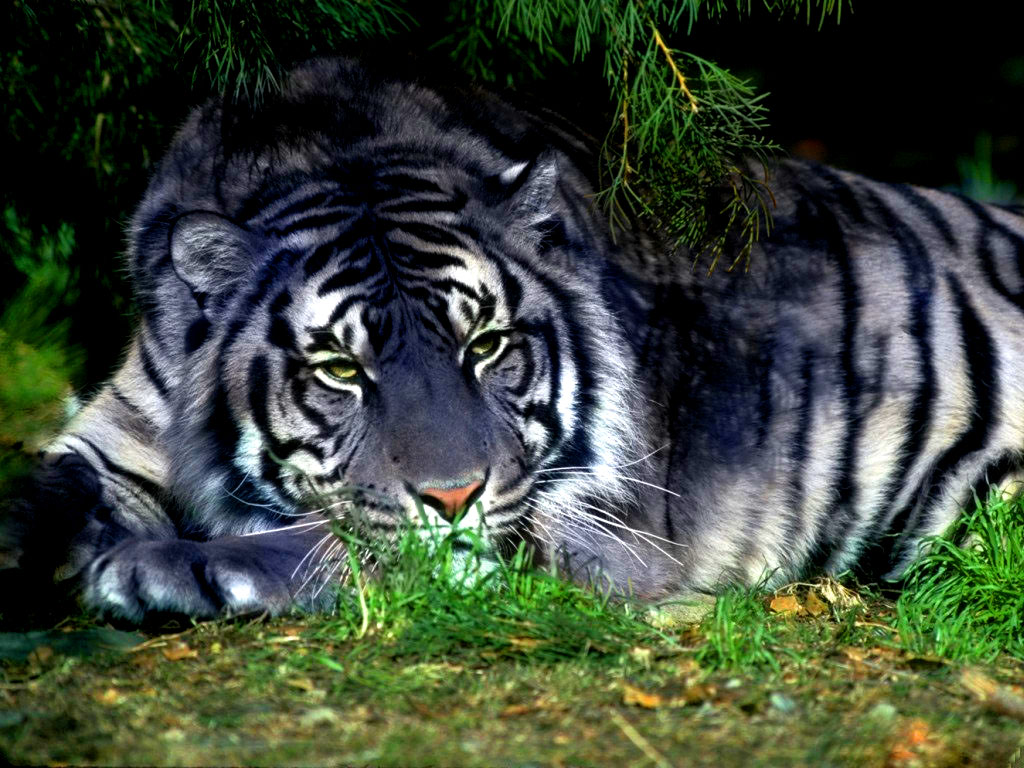
Fotomontaż przedstawiający wyobrażenie artysty na temat wyglądu „niebieskiego tygrysa”

#### Niebieskie tygrysy
W 1910 roku amerykański misjonarz Harry R. Caldwell podczas polowania na tygrysy zauważył osobnika maści niebieskiej na obrzeżach miasta Fuzhou. Okoliczni mieszkańcy mieli w okolicy dostrzec więcej takich tygrysów. Barwa sierści przypominała tę u kotów maltańskich.

#### Golden Tabby
Tygrysy „Golden Tabby” (zwane również „Strawberry”) to odmiana kolorystyczna tygrysa występująca jedynie w niewoli. Powstaje w wyniku kojarzenia białych i zwykłych tygrysów. Barwa ich sierści jest złocista, jasna, mają jasne nogi i pomarańczowe pasy. Ich sierść jest grubsza niż u zwyczajnie umaszczonych tygrysów. W 2016 w niewoli żyło około 30 tak umaszczonych okazów. Przeciętnie są one większe od zwyczajnie umaszczonych osobników, podobnie jak białe tygrysy.

## Tryb życia
Większość tygrysów żyje w lasach tropikalnych oraz na terenach porośniętych przez zarośla trawiaste, trzcinowe i bambusowe. Są bardzo aktywnymi drapieżnikami naziemnymi, rzadko wchodzą na drzewa. Na miejsce odpoczynku najchętniej wybierają cień pod drzewami, a na stepach syberyjskich – rozpadliny skalne.

### Pokarm i strategia polowania

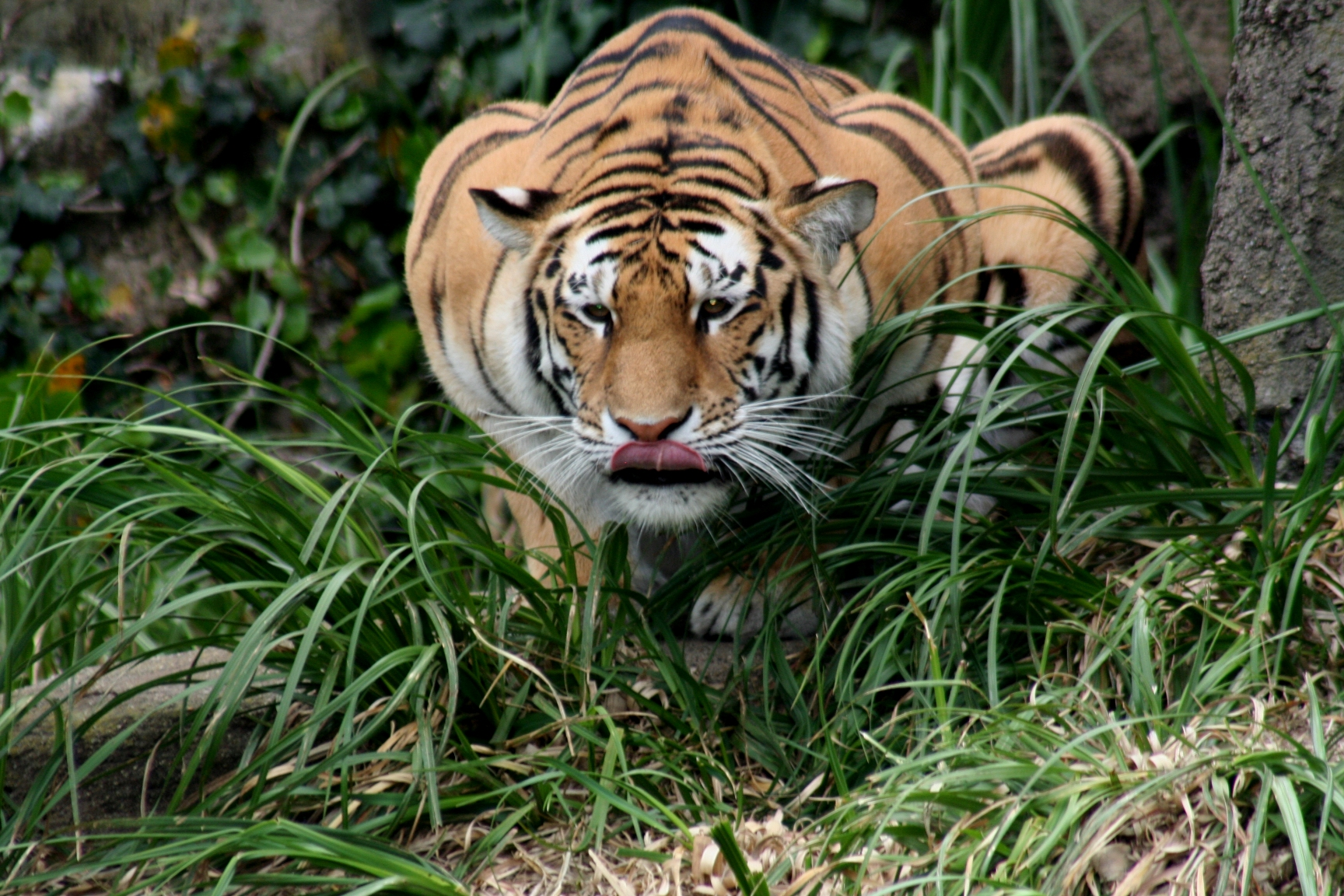
Przygotowanie

Tygrys jest drapieżnikiem stojącym na najwyższym poziomie piramidy ekologicznej. Poluje na wszelkie zwierzęta niezależnie od wielkości. Jedynie dorosłe, zdrowe nosorożce i słonie potrafią skutecznie obronić się przed jego atakiem, a mimo tego zdarzają się utarczki pomiędzy nimi a tygrysem. Podobnie wyglądają konfrontacje z większymi od tygrysa niedźwiedziami brunatnymi. Chociaż obydwa olbrzymy wzajemnie się unikają (obecnie obydwa gatunki są bardzo rzadkie) dochodzi między nimi do walk, w których niedźwiedź nierzadko zostaje pokonany. Zwykle tygrysy zabijają niedźwiedzie młode lub te, które zapadły w sen zimowy lub dopiero się z niego wybudziły.
Tygrys najchętniej poluje na duże ssaki kopytne (sambary, gaury, bawoły, dzikie świnie), nie gardzi młodym słoniem lub nosorożcem, który oddalił się od stada, zdarza mu się zabijać krokodyle, a nawet duże ryby, na które czatuje przy brzegu. Poluje z ukrycia. Wykorzystując słuch i wzrok oraz gęstwiny podkrada się do ofiary. Stąpa bardzo cicho, ponieważ – jak większość kotów – potrafi chować pazury i przyczajony wyczekuje, aż cel ataku zbliży się do niego. Potrafi biec z prędkością 60 km/h. Przednimi łapami powala atakowane zwierzę na ziemię i wbija kły w jego kark często przerywając tym uderzeniem rdzeń kręgowy, tchawicę, żyłę lub tętnicę szyjną ofiary. Dużym zwierzętom rozrywa gardło i czeka, aż ofiara skona. Tylko 1 na 10–20 ataków kończy się sukcesem drapieżnika. Duża zdobycz wystarcza mu na kilka dni. Jednorazowo zjada 20–35 kg mięsa, wygłodniały – nawet do 50 kg.
Podchodzi pod osiedla ludzkie. Stare tygrysy czasami wybierają na swoje ofiary ludzi i zwierzęta domowe, zwłaszcza bydło. Jest to spowodowane prawdopodobnie utratą sprawności łowieckiej, np. przez wady uzębienia. Osłabiony osobnik zmuszony jest do opuszczenia swojego terytorium w poszukiwaniu łatwiejszej zdobyczy. Zdarza się, że młody tygrys napada na człowieka, ale takie zdarzenia tłumaczone są jako przypadkowe. Poluje zarówno w dzień, jak i w nocy, przy czym największą aktywność wykazuje przed i po zachodzie słońca, nocą zwykle patrolując zajmowane terytorium. Zbiorowe polowania w małych grupach rodzinnych – podobnie jak to robią lwy – zdarzają się tygrysom, ale należy to do rzadkości. Wodę pije pobierając ją lekko wywiniętym językiem – sposobem stosowanym jedynie przez kotowate i psowate.

### Terytorium

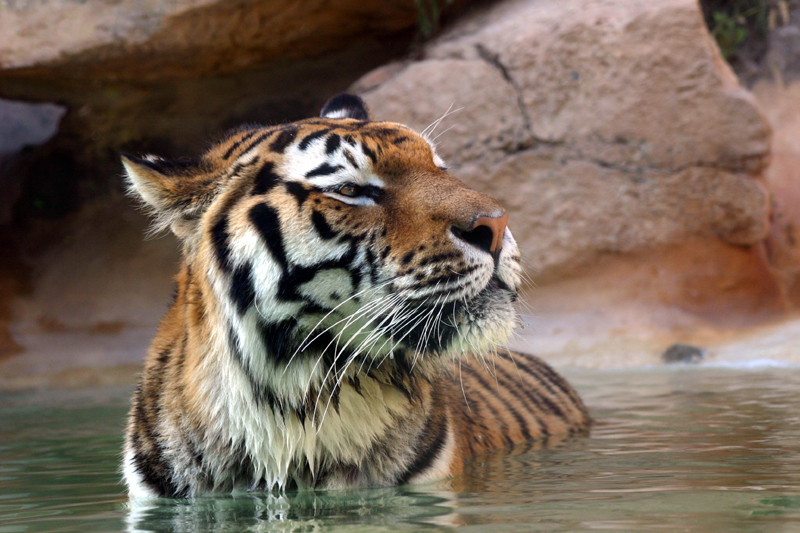
Tygrysy lubią zażywać kąpieli

Samce obejmują tereny o powierzchni 60–100 km², a samice do 20 km². Wielkość terytorium zależy od warunków środowiska, a szczególnie od ilości pokarmu jaką może dostarczyć tygrysowi. Im mniej pokarmu tym większe terytorium. Terytoria są znakowane moczem, odchodami i wydzieliną gruczołów zapachowych. Znakowanie przyczynia się do ograniczania liczby starć pomiędzy gospodarzem terenu a przybyszami poszukującymi nowych, nieobjętych we władanie terytoriów.
Obszar kontrolowany przez jednego samca może zawierać areały osobnicze kilku samic. Zarówno samce, jak i samice obejmują areały osobnicze nienakładające się z areałami innych przedstawicieli tej samej płci. Areał osobniczy samicy jest mniejszy, ponieważ w czasie polowania nie może się ona zbytnio oddalać od miejsca, w którym ukryła swoje młode.

### Zachowania socjalne
Zachowania socjalne tygrysów nie należą do skomplikowanych. Podstawową jednostkę rodzinną stanowi samica z młodymi. Samce czasem przebywają w towarzystwie samicy i swoich młodych. Spotykane czasami dorosłe tygrysy wędrujące w małych grupach są ze sobą spokrewnione. W przypadku samic jest to zwykle matka z córką. W warunkach naturalnych nie spotyka się grup niespokrewnionych ze sobą osobników. Sytuacje takie mają miejsce w niewoli i na terenach o wymuszonym, nienaturalnym dla tych zwierząt zagęszczeniu.
Dorosły samiec jest najczęściej samotnikiem z wysoko rozwiniętym terytorializmem. Tylko w okresie rozrodu tworzy rodziny, dzieląc swój rozległy rewir z kilkoma samicami. W konfrontacji z innymi osobnikami wykazuje silną agresję bez względu na to, czy ma do czynienia z samcem, czy z samicą. Z reguły dochodzi do demonstracji kłów i wymiany odgłosów. W skrajnych przypadkach – choć zdarza się to stosunkowo rzadko – konfrontacje między tygrysami kończą się śmiercią jednego z jej uczestników. Czasami obserwowano przypadki wzajemnej tolerancji.
Do komunikowania się pomiędzy sobą tygrysy używają różnorodnych dźwięków. Rycząc informują inne tygrysy o zajmowanej pozycji. Częściej od głośnego ryczenia wydają różnego rodzaju pomruki, warczenie, parskanie, prychanie i miauczenie. Wśród obserwatorów nie ma zgody co do tego, czy tygrysy potrafią mruczeć. W komunikacji bezpośredniej dużą rolę odgrywają ruchy ogona.

### Rozród i rozwój

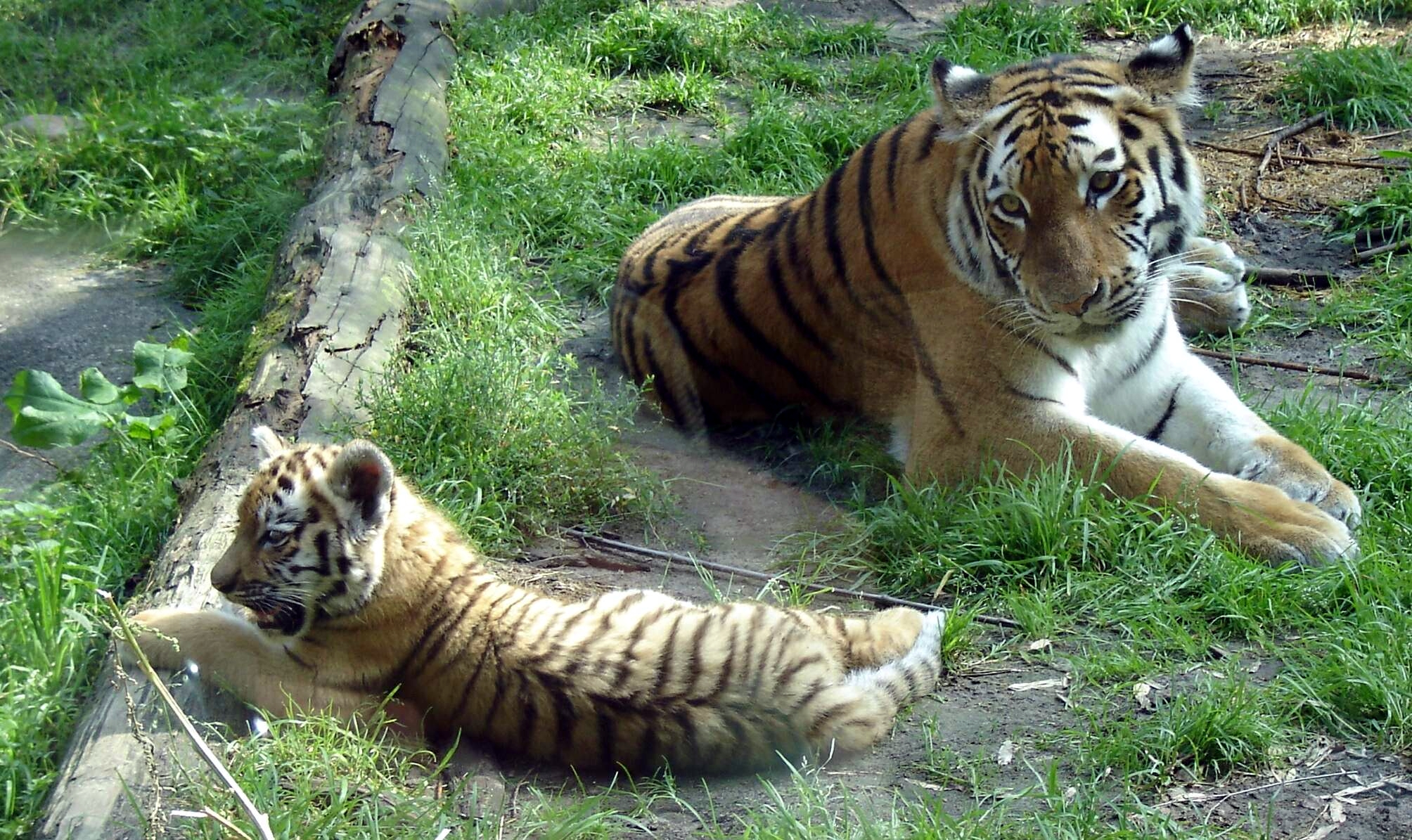
3-letnia Kira z młodym w Amersfoort Zoo

Samice osiągają dojrzałość płciową pomiędzy 3 a 4 rokiem życia, samce średnio o rok później. W ciepłej strefie klimatycznej samice mogą przystępować do rozrodu o każdej porze roku, ale najczęściej (oraz w strefie zimnej) następuje to od końca listopada do początku kwietnia. Wchodząc w okres rui samice nawołują samca głośnym ryczeniem i spryskują moczem okoliczne drzewa i skały, sygnalizując w ten sposób gotowość do rozpoczęcia okresu godowego. Takie zachowania powtarza do czasu kopulacji lub zakończenia rui. Przy malejącej liczbie tygrysów zdarza się, że samica nie znajduje partnera do rozrodu. Do ponownej rui dochodzi po 10–60 dniach, okres ten jest różny u poszczególnych samic.

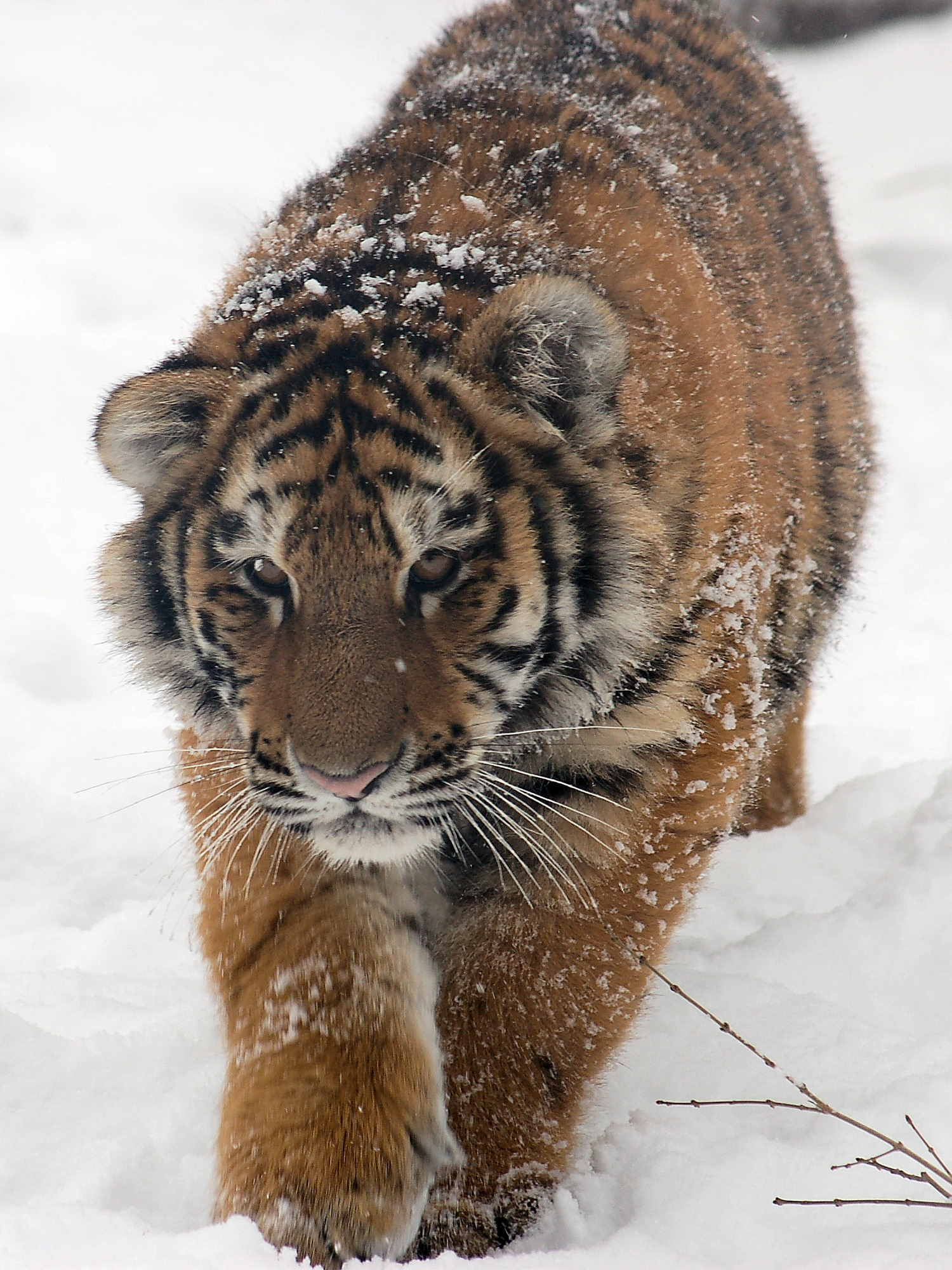
Młody tygrys syberyjski

Ciąża trwa 93–114 dni (najczęściej 104–106 dni), w miocie rodzi się zwykle 3–4, ale zdarzają się mioty od 1–7 młodych. Młode tygrysię po urodzeniu jest ślepe i bezradne. Waży ok. 1 kg. Śmiertelność młodych w pierwszym roku życia sięga 1/3, a w dwóch pierwszych latach życia może przekroczyć 50%. Szacuje się, że tylko jedno tygrysię z miotu osiągnie dojrzały wiek. Najsłabsze w miocie często ginie tuż po urodzeniu. Wiele młodych ginie na skutek powodzi, a także pożarów wzniecanych przez ludzi przy wyrębie lasów pod uprawy rolne. Samiec obejmujący nowe terytorium, na którym znajdują się samice z młodymi zabija wszystkich potomków swojego poprzednika, aby przyspieszyć gotowość samicy do kopulacji. Po utracie młodych samica wchodzi w estrus w ciągu kilku miesięcy, a wychowując młode – po 2–3 latach od poprzedniej rui.
Około 8 tygodnia życia młode są zdolne do opuszczenia kryjówki i podążania za matką, która wychowuje je bez pomocy samca. Jego udział w wychowaniu potomstwa ogranicza się do obrony terytorium przed intruzami, czasem do zabawy z młodymi. W okresie wychowywania potomstwa tygrysica jest najbardziej niebezpieczna dla każdego potencjalnego wroga. Wiele z dokonanych przez tygrysicę ataków na człowieka miało miejsce w wyniku zaskoczenia jej w okresie opieki nad młodymi.
Wymiana zębów mlecznych na zęby stałe rozpoczyna się ok. 6 miesiąca życia. Młode tygrysy wdrapują się na drzewa, ale z wiekiem stają się cięższe i robią to coraz rzadziej. Samodzielność młode tygrysy uzyskują około 18 miesiąca życia, ale pozostają z matką do 2–2,5 roku. Młode samice obierają sobie nowe terytorium w pobliżu matki, natomiast samce wyruszają na poszukiwanie nowych terenów wdając się w walki z innymi samcami. Na wolności żyją 10–15 lat, w niewoli 16–20. Zanotowano jeden przypadek 26-letniego tygrysa.

## Zagrożenia dla tygrysa
Wysoka śmiertelność młodych, zwyczaje obejmowania terytorium poprzez walkę między samcami, upodobanie do polowania na duże ssaki kopytne, które broniąc się potrafią zabić tygrysa oraz walki z niedźwiedziami lub stadami wilków – to naturalne przyczyny śmierci tygrysów. Jednak największym wrogiem tygrysa jest człowiek i azjatycka medycyna ludowa, uznawana obecnie za „przekleństwo tygrysów”. Nowell i Jackson z Cat Specialist Group (IUCN) za największe zagrożenia dla istnienia gatunku uznali profesjonalnie zorganizowane kłusownictwo, zmniejszającą się na skutek przełowienia liczebność zwierząt stanowiących bazę pokarmową tygrysów oraz utratę siedlisk.

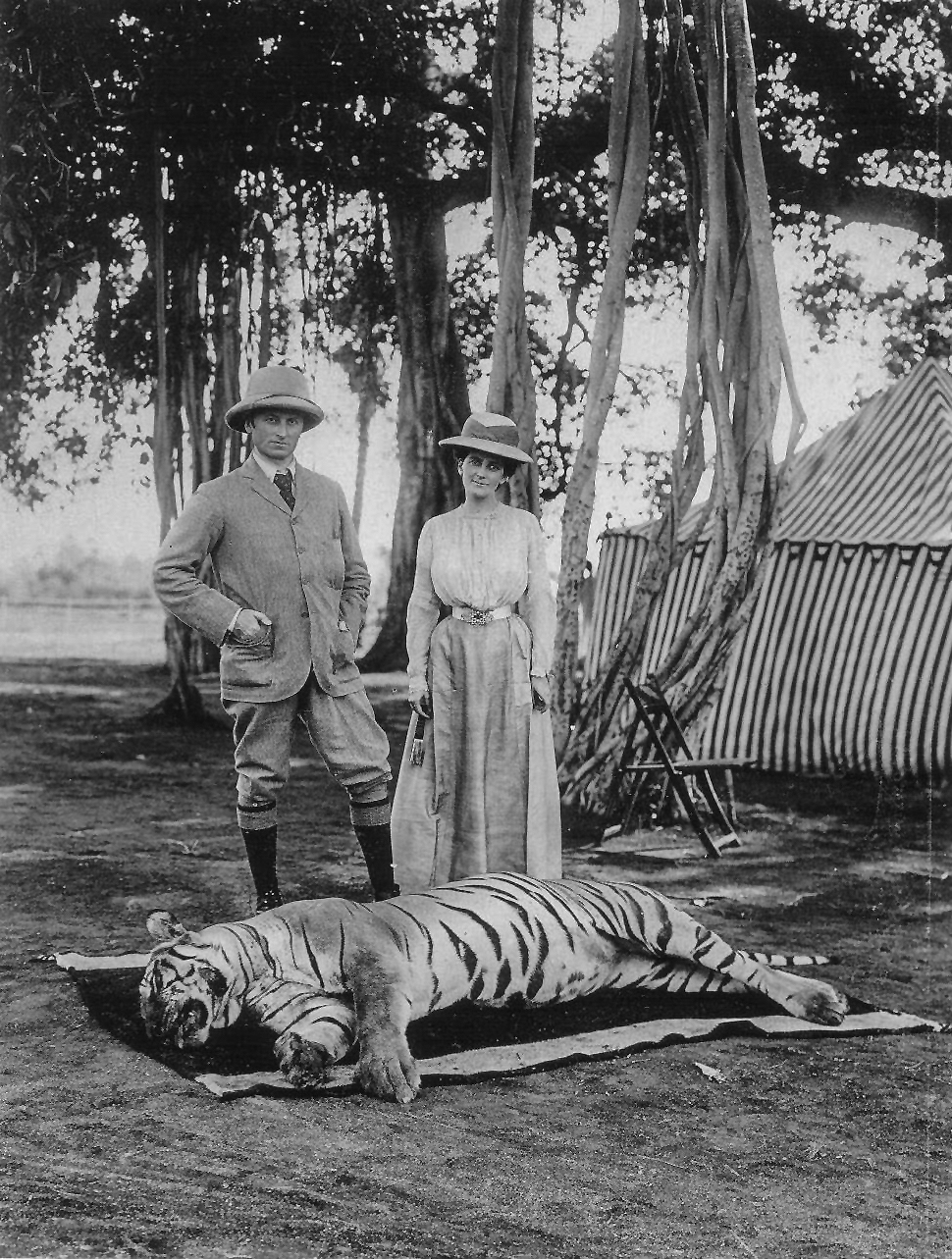
Upolowanie tygrysa uważane było za powód do dumy. Indie. Fotografia z 1903

Futro z tygrysa – uważane za cenne trofeum myśliwskie – służy do zdobienia ubiorów, m.in. tybetańskie stroje ludowe chuba, a kości, wibryssy i inne części ciała są wykorzystywane w chińskiej medycynie ludowej i jako afrodyzjaki, na które rośnie popyt wraz ze wzrostem zamożności w niektórych krajach azjatyckich. Małe tygrysy są szczególnie chętnie zabijane przez kłusowników, z powodu wysokiej ceny uzyskiwanej na czarnym rynku.
Działania wojenne na terenie Kambodży, Laosu i Wietnamu to kolejny czynnik, który zredukował liczbę zwierząt w południowej Azji.
Tygrysy są również zabijane lub trute z powodu ataków na ludzi i na żywy inwentarz. W większości przypadków ataków na ludzi dokonują osobniki zranione, nierzadko przez kłusowników.
Liczba tygrysów żyjących na wolności jest szacowana na 3200 osobników (dane World Wildlife Fund z 2010 roku). Nowell i Jackson (1996) oraz Seidensticker i inni (1999) szacowali, że dawna populacja licząca ok. 100 000 tygrysów została zredukowana do 2500 dorosłych osobników, z czego żadna z subpopulacji nie przekraczała 250 osobników zdolnych do rozrodu, a większość nie przekracza 120 osobników. Populacje te są zbyt nieliczne, aby zapewnić reprodukcję i wymianę genetyczną. Informacje rządu indyjskiego o szacowanej liczbie 3100–4500 osobników tygrysa bengalskiego (dane z 2002) są już prawdopodobnie nieaktualne. P.K. Sen, dyrektor WWF India’s tiger and wildlife program ocenia indyjską populację tygrysów na mniej niż 2000 osobników.

### Ochrona
Tygrys jest objęty konwencją CITES (załącznik I). W Czerwonej Księdze IUCN został wpisany w kategorii gatunków zagrożonych wyginięciem (EN) jako Panthera tigris, dwa z dziewięciu wymienionych tam podgatunków zaliczono do kategorii krytycznie zagrożonych (CR), cztery do kategorii zagrożonych (EN) i trzy do wymarłych (EX).
Za rządów Indiry Gandhi tygrys został objęty ochroną rządu indyjskiego. W Parku Narodowym Jima Corbetta utworzono 23 rezerwaty w ramach Project Tiger.
W ramach programu Conserving Tigers in the Wild: A WWF Framework Strategy for Action 2002–2010 określono siedem najważniejszych regionów oraz cztery dodatkowe obszary ochrony tygrysów. Na terenach tych World Wildlife Fund zamierza ustanowić i prowadzić obszary skutecznej ochrony, zredukować kłusownictwo i wyeliminować handel częściami ciała tygrysów.
Programy ochrony przewidują przenoszenie szczególnie agresywnych osobników na tereny oddalone od ludzkich osiedli (dotyczy osobników uznanych za niestanowiące bezpośredniego zagrożenia dla ludzi) lub umieszczane w ogrodach zoologicznych (uznane za szczególnie niebezpieczne dla ludzi). Złapane i wypuszczane ponownie na wolność tygrysy są wyposażane w nadajniki umożliwiające ich monitorowanie.
W 1900 roku światowa populacja tygrysów wynosiła 100 tysięcy. W 2010 roku żyło dziko ok. 3200 sztuk, w 2016 roku już 3890 – z czego 2226 w Indiach. 13 krajów, w których tygrysy żyją na wolności, przyjęło wspólny cel, jakim jest podwojenie światowej populacji tych zwierząt do 2022 roku.

### Rezerwaty tygrysów w Indiach
Stworzenie rezerwatów w Indiach wymagało bardzo zdecydowanej postawy rządu, aby narzucić politykę ochrony naturalnych zasobów kraju. Około 6000 wiosek przesiedlono poza teren rezerwatów do stref buforowych. Łącznie rezerwaty zajmują dzisiaj powierzchnie 28 000 km², z czego około 10 000 km² stanowi strefę całkowitej ochrony, wolnych od wszelkiej działalności człowieka, a reszta to strefy buforowe, w których działalność ludzka jest ograniczona. W ten sposób liczebność populacji tygrysów zwiększyła się z 262 osobników w 1972 roku do 1327 w 1989 roku, z czego 269 tygrysów zamieszkuje tylko jeden rezerwat Sunderbans. Z poprawy warunków siedlisk tygrysów skorzystały także inne zagrożone zwierzęta.
| Rezerwat       | Nazwa stanu       | Powierzchnia w km² | Liczba tygrysów w 1989 r. |
| -------------- | ----------------- | ------------------ | ------------------------- |
| Bandipur       | Karnataka         | 866                | 50                        |
| Buaxar         | Bengal Zachodni   | 759                | 33                        |
| Corbett        | Uttar Pradesh     | 521                | 91                        |
| Dudhwa         | Uttar Pradesh     | 811                | 90                        |
| Indravati      | Madhya Pradesh    | 2799               | 28                        |
| Kanha          | Madhya Pradesh    | 1945               | 97                        |
| Manas          | Asam              | 2840               | 92                        |
| Melghat        | Maharasztra       | 1618               | 77                        |
| Mundanthurai   | Tamilnadu         | 800                | 22                        |
| Nagarjunasagar | Andhra Pradesh    | 3568               | 94                        |
| Namdapha       | Arunachal Pradesh | 1985               | 47                        |
| Palamau        | Bihar             | 928                | 55                        |
| Periyar        | Kerala            | 777                | 45                        |
| Ranthambhor    | Radżastan         | 825                | 44                        |
| Sariska        | Radżastan         | 800                | 19                        |
| Simlipal       | Orissa            | 2750               | 93                        |
| Sunderbans     | Bengal Zachodni   | 2585               | 269                       |
| Valmiki        | Bihar             | 840                | 81                        |

### Świątynia tygrysów

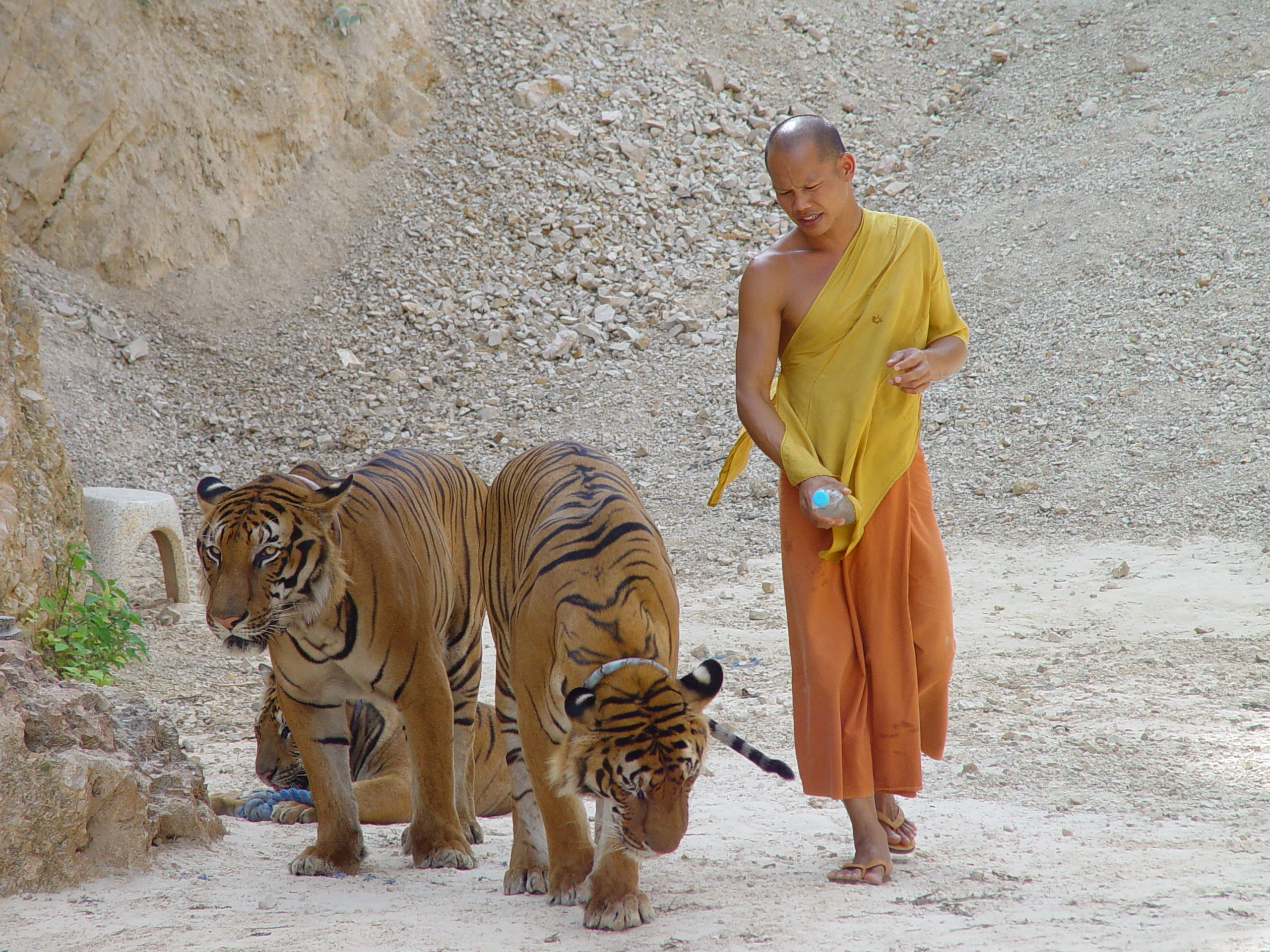
Mnich buddyjski z tygrysami w klasztorze Luangta Bua Yansampanno

Jednym z najbardziej znanych miejsc ochrony tygrysów była założona w 1994 Świątynia Tygrysów Wat Pa Luangta Bua Yanasampanno Forest Monastery – buddyjski klasztor położony w Prowincji Kanchanaburi (zachodnia Tajlandia), ok. 300 km od Bangkoku. Mnisi z klasztoru opiekowali się tygrysimi sierotami przyniesionymi przez okolicznych wieśniaków. Pierwsze tygrysię trafiło do świątyni w 1999 roku. Tygrysy wychowane wśród ludzi są na wpół oswojone i akceptują mnichów jako członków swojej społeczności, choć podejrzewano także, iż zwierzęta były odurzane. Od czasu rozpoczęcia działalności Świątyni, zanotowano kilka ataków wielkiego kota na człowieka. Obecnie w klasztorze żyje ok. 120 tygrysów i wiele innych zwierząt, takich jak pawie, bydło domowe czy jelenie. Świątynia była otwarta dla turystów. Przed zamknięciem budowany był tam teren, na którym młode tygrysy mogłyby rosnąć przy minimalnym kontakcie z ludźmi. Dzięki temu tygrysy z nowego pokolenia można będzie w przyszłości przywrócić naturze. Hodowla ta jednak była nielegalna, a na skutek doniesień o znęcaniu się nad zwierzętami i nielegalnym nimi handlu, tajlandzkie organy ochrony przyrody w 2016 roku rozpoczęły przenoszenie tygrysów do uprawnionych ośrodków, przy okazji odkrywając kilkadziesiąt zwłok tygrysów.

## Podgatunki
Wyróżniono kilkanaście podgatunków tygrysa, z czego 8–9 jest raczej powszechnie akceptowanych przez badaczy, choć są autorzy postulujący inne koncepcje.
Niektórzy badacze na podstawie wyników badań molekularnych postulują wyodrębnienie do rangi gatunku P. t. sumatrae i †P. t. sondaica oraz uznanie †P. t. balica za podgatunek †P. sondaica.
Zamiast wyróżniania podgatunków, które są do siebie bardzo podobne, Cracraft et al. (1998) zasugerował uznanie dwóch gatunków tygrysa:
- P. tigris (bez podgatunków) – populacje kontynentalne,
- P. sumatrae – populacje występujące na wyspach.

Pięć tradycyjnie wyróżnianych podgatunków uznano za wymarłe, a jeden prawdopodobnie wymarł w stanie dzikim. Podgatunki te zostały zdefiniowane na podstawie rozmieszczenia geograficznego, wielkości ciała, budowy czaszki, różnic umaszczenia, kształtu i rozmieszczenia pręg. Dwa podgatunki wymarłe wiele tysięcy lat temu zostały zdefiniowane na podstawie nielicznych skamieniałości.
| Nazwa                                                    | Zasięg                                                                | Status IUCN | Szacowana liczebność | Wygląd |
| -------------------------------------------------------- | --------------------------------------------------------------------- | ----------- | --- | ------ |
| tygrys bengalski (P. t. tigris)                          | wyspowo w Indiach, Nepalu, Bangladeszu i zachodniej Mjanmie           | EN          | 3100–4500 w 2002, obecnie prawdopodobnie mniej niż 2000                                                                  |        |
| tygrys syberyjski (P. t. altaica)                        | wschodnia Syberia – pogranicze chińsko-rosyjskie w dolnym biegu Amuru | EN          | 450–500 |        |
| tygrys indochiński (P. t. corbetti)                      | Kambodża, Laos, Mjanma, Tajlandia i Wietnam                           | EN          | prawdopodobnie 420–1000, brak dokładniejszych danych                                                                     |        |
| tygrys sumatrzański (P. t. sumatrae) (lub P. sumatrae)   | Sumatra                                                               | CR          | 441–679 |        |
| tygrys chiński (P. t. amoyensis)                         | Chiny                                                                 | CR          | prawdopodobnie wymarły w stanie dzikim, ok. 60 osobników przebywa w ośrodkach zamkniętych w południowych Chinach         |        |
| tygrys malajski (P. t. jacksoni)                         | południowa część Półwyspu Malajskiego                                 | EN          | 600–800 |        |
| podgatunki wymarłe                                       |                                                                       |             | |        |
| tygrys kaspijski (P. t. virgata)                         | żył na Bliskim Wschodzie i w Azji Środkowej                           | EX          | prawdopodobnie ostatnie osobniki zostały zabite w 1968 lub 1970                                                          |        |
| tygrys balijski (P. t. balica) (lub P. sondaica balica)  | żył na indonezyjskiej wyspie Bali                                     | EX          | ostatni osobnik został zabity w 1937. Nigdy nie był trzymany w niewoli.                                                  |        |
| tygrys jawajski (P. t. sondaica) (lub Panthera sondaica) | był endemitem wyspy Jawa                                              | EX          | prawdopodobnie ostatnie osobniki wyginęły w latach 80. XX w.                                                             |        |
| tygrys z Trinil (P. t. trinilensis)                      | odnaleziony na stanowisku Trinil na Jawie                             |             | wymarły przed 1,2 milionami lat.                                                                                         |        |
| P. t. acutidens                                          | był jednym z najliczniejszych tygrysów. Zasiedlił niemal całą Azję    |             | W Indonezji został wyparty przez tygrysa z Trinil. W pozostałych częściach Azji zniknął po pojawieniu się t. chińskiego. |        |

Analizy zmienności morfologicznej i genetycznej przeprowadzone w 2017 roku wykazały, że jest niewiele dowodów na zróżnicowanie podgatunkowe. Historycznie uznawano osiem podgatunków, ale dwa z nich wymarły: balica i virgata. Niedawno zaproponowano wyróżnienie nowego podgatunku z Półwyspu Malajskiego (jacksoni), ale nie został on właściwie opisany i stanowi nomen nudum, a jego ważność taksonomiczna jest nadal przedmiotem dyskusji. W takim ujęciu podgatunek nominatywmy tigris obejmuje taskony virgata, altaica, amoyensis, corbetti i jacksoni jako synonimy, a podgatunek sondaica obejmuje balica i sumatrae jako synonimy.

## Mieszańce
Pokrewieństwo między przedstawicielami rodzaju Panthera jest na tyle bliskie, że poszczególne gatunki mogą się krzyżować między sobą. Mieszaniec tygrysicy i lwa nazywany jest legrysem. Legrysy osiągają rozmiary większe niż tygrysy. Są największymi współcześnie żyjącymi kotami i zachowują cechy fizyczne oraz behawioralne obojga rodziców. Osobniki płci męskiej są bezpłodne, ale legrysice zwykle zachowują płodność. Ze skrzyżowania lwicy i tygrysa pochodzi tyglew.
Podgatunki tygrysa są z sobą na tyle blisko spokrewnione, że potomstwo powstałe z ich skrzyżowania zachowuje płodność.

## Tygrys w kulturze

### Mitologia i religia

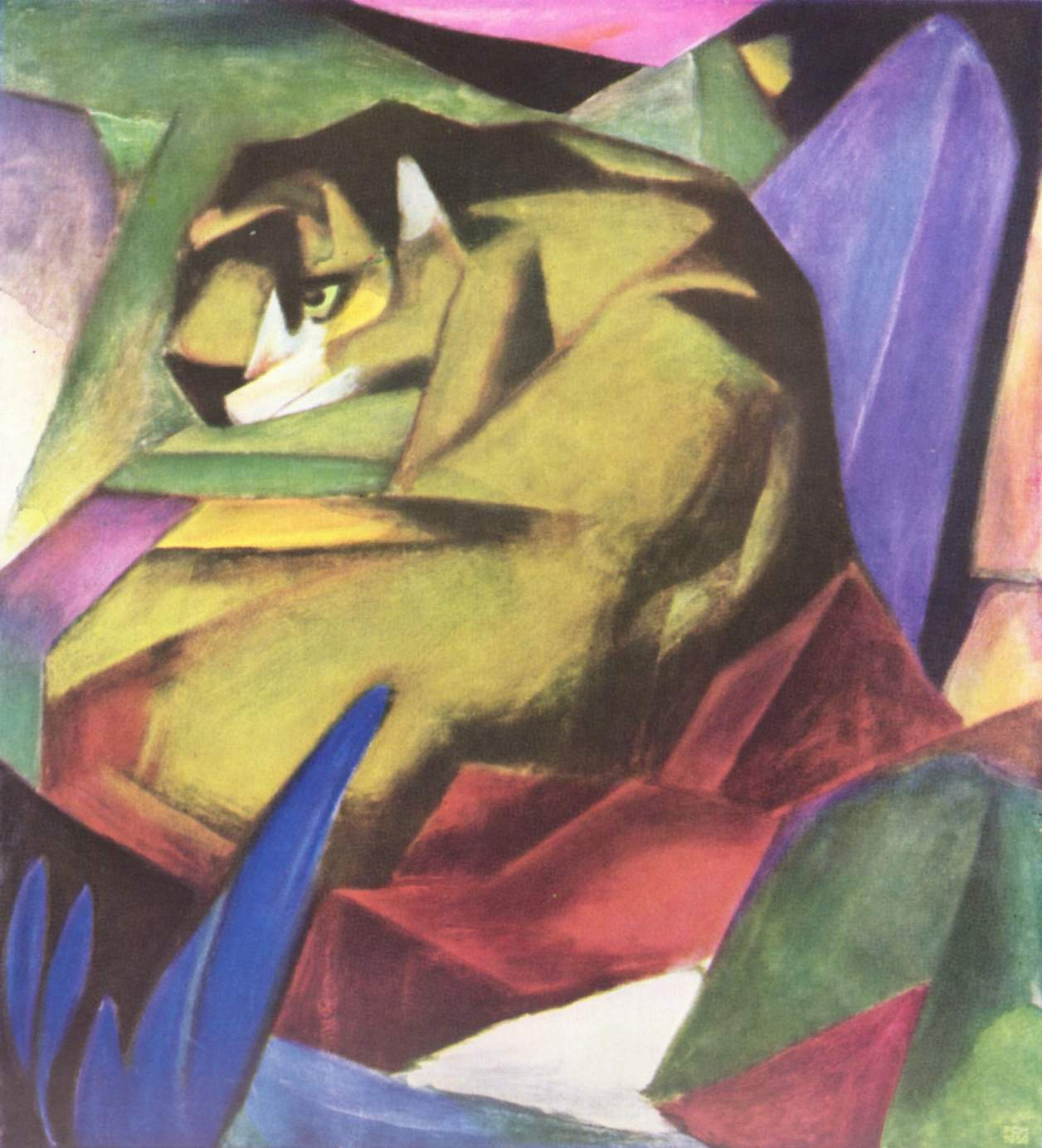
Tygrys – dzieło Franza Marca,1912

Tygrys jest powszechnym symbolem w kulturze i mitologii Dalekiego Wschodu. Zazwyczaj oznacza wojowniczość, piękno, odwagę, nieśmiertelność, ale i krwiożerczość, chciwość i gniew. Często ukazywany jako symbol ziemi, w opozycji do smoka – symbolu nieba. Szczególną czcią otaczane są białe tygrysy – w Chinach królowie zwierząt, w buddyzmie symbole gościnności i pobożności, w Japonii jeden z czterech dobrych duchów (obok Ciemnego Wojownika, Szkarłatnego Ptaka, i Lazurowego Smoka). Części ciała tego drapieżnika były uważane za talizmany chroniące przed złymi mocami – pazury dodawały odwagi, a także, tak jak wąsy, były amuletem miłosnym, zęby przynosiły szczęście, zwłaszcza w hazardzie.

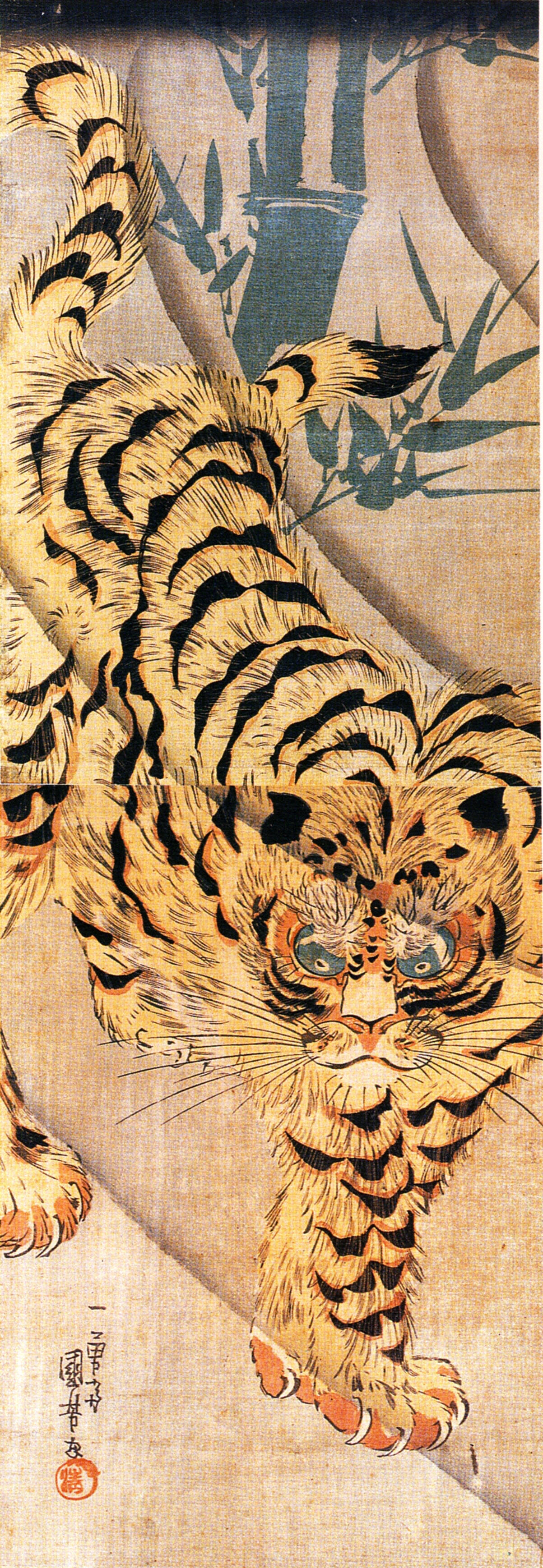
Obraz z XIX wieku autorstwa Utagawa Kuniyoshi

Tygrys jest jednym z dwunastu chińskich znaków zodiaku. Zwierzęta te symbolizowały najwyższego generała armii w Cesarstwie Chińskim, jak również indyjską kastę wojowników.
W Grecji tygrys był symbolem pijaństwa, gdyż zwierzęta te ciągnęły wóz Dionizosa.
W mitologii hinduskiej tygrys jest często związany z boginią Durga. Tygrys jest jej wierzchowcem (vahana) i reprezentuje siłę, odwagę i ochronę. W ikonografii Durga walczy z demonami, jadąc na grzbiecie tygrysa, co symbolizuje dominację boskiego porządku nad chaosem. Tygrysy w mitologii Indii są także powiązane z bogiem Shivą, który jest uosobieniem dzikości i surowej mocy natury. Skóra tygrysa była jednym z jego atrybutów.

## Fabuła

### Literatura
Tygrys od dawna był przedstawiany w literaturze. Zarówno Rudyard Kipling w Księdze dżungli, jak i William Blake w Pieśniach doświadczenia przedstawiają tygrysa jako groźne i przerażające stworzenie. W Księdze dżungli tygrys Shere Khan jest śmiertelnym wrogiem głównego bohatera – Mowgliego. Jednakże inne przedstawienia są bardziej życzliwe: Tygrysek z Kubusia Puchatka A.A. Milne’a jest bardzo sympatyczną i lubianą przez dzieci postacią. Słynny komiks Kelvin i Celsjusz opowiada o przygodach chłopca Kelwina i jego pluszowego tygrysa Celsjusza. XIX-wieczny francuski pisarz Alfred Assolant w swojej najbardziej znanej powieści Niezwykłe choć prawdziwe przygody kapitana Korkorana uczynił oswojoną tygrysicę Luizę wierną towarzyszką głównego bohatera. 

### Kultura masowa
Tygrys jest jedną z najpopularniejszych maskotek drużyn sportowych. Przykładami są choćby amerykańska drużyna baseballowa Detroit Tigers, angielska drużyna rugby Leicester Tigers i angielska drużyna piłki nożnej Hull City.
W większej części Azji tygrys jest uważany za króla dżungli, gdyż pasy na jego głowie układają się w znak 王, co w chińskim piśmie oznacza króla. W związku z tym w chińskich filmach animowanych tygrysy zwykle są rysowane ze znakiem 王 na czole.
Tygrys Hodori był oficjalną maskotką Letnich Igrzysk Olimpijskich w 1988 w Seulu. Oficjalną maskotką kolejnej koreańskiej olimpiady, Zimowych Igrzysk 2018 w Pjongczangu był z kolei biały tygrys Soohorang.
Tygrysem jest popularnie zwany najsłynniejszy niemiecki czołg II wojny światowej – PzKpfw VI Tiger.
W 2004 w zorganizowanym przez telewizyjny kanał Animal Planet plebiscycie na ulubione zwierzę ludzkości tygrys zwyciężył, zdobywając 21% głosów, pokonując m.in. psa.
Mianem tygrys gospodarczy określa się firmy szybko zdobywające rynek. Porównanie szybkiego wzrostu gospodarczego w kilku państwach wschodnioazjatyckich do skoku tygrysa przyczyniło się do nadania im nazwy azjatyckich tygrysów.

## Nazewnictwo biologiczne
W nawiązaniu do pionowych ciemnych pręg, a czasem do innych cech tygrysa w nazwach zwyczajowych wielu gatunków nadawany jest epitet gatunkowy tygrysi, np. żarłacz tygrysi, rekin tygrysi, wąż tygrysi, pyton tygrysi, gekon tygrysi, bocja tygrysia, żaba tygrysia, ambystoma tygrysia, rozdymka tygrysia, ptasznik tygrysi, a nawet lilia tygrysia. W nazwach systematycznych używany jest epitet tigrinum, np. Lilium tigrinum, Ambystoma tigrinum, Tricholoma tigrinum (trująca gąska tygrysowata). Wymarły wilk workowaty nazywany jest tygrysem tasmańskim.